# Mick Harford
Michael Gordon Harford (Sunderland, 12 febbraio 1959) è un allenatore di calcio, dirigente sportivo ed ex calciatore inglese, di ruolo attaccante, direttore e scout del Luton Town.

## Carriera

### Giocatore

#### Club
Nella stagione 1977-1978 segna 9 gol in 27 presenze nella terza serie inglese con il Lincoln City; l'anno seguente va invece a segno 6 volte in 31 presenze; rimane in rosa anche nella stagione 1979-1980, giocata in quarta serie dopo la retrocessione dell'annata precedente: la sua squadra sfiora la promozione arrivando seconda in classifica, e lui realizza 16 reti in 36 presenze. Nella stagione 1980-1981 segna invece 10 gol in 21 presenze per poi passare a stagione in corso al Newcastle, con cui realizza 4 reti in 19 presenze nella seconda serie inglese. Va poi a giocare nel Bristol City, con cui segna 10 reti in 31 presenze in terza serie; nella parte finale della stagione 1981-1982 si trasferisce al Birmingham City, con cui esordisce in massima serie, segnandovi 9 reti in 12 presenze.
Rimane al Birmingham City in massima serie anche nella stagione 1982-1983 (29 presenze e 6 reti), nella stagione 1983-1984 (39 presenze ed 8 gol) ed infine anche nella prima parte della stagione 1984-1985 (12 presenze e 2 gol), durante la quale si trasferisce al Luton Town, con cui termina l'annata realizzando 16 reti in 22 presenze in massima serie.
Gioca poi per altre cinque stagioni consecutive in massima serie col Luton Town: nella stagione 1985-1986 (terminata al nono posto in classifica) gioca 39 partite e segna 22 gol, suo massimo in carriera in una singola edizione del campionato inglese; nella stagione 1986-1987 (chiusa con un settimo posto in classifica) gioca con meno continuità, chiudendo con 4 reti in 18 presenze. Dopo 16 reti in 58 presenze nei due anni seguenti (con anche la vittoria della Coppa di Lega nella stagione 1987-1988 ed una sconfitta in finale, nella quale Harford va a segno, l'anno seguente), nella stagione 1989-1990 gioca 4 partite senza mai segnare e viene poi ceduto a stagione in corso al Derby County, con cui conclude l'annata mettendo a segno 4 reti in 16 presenze in massima serie; dopo un'ulteriore stagione con i bianconeri (36 presenze ed 8 gol), nella stagione 1990-1991 viene ceduto a stagione in corso al Luton, con cui segna 12 reti in 29 presenze in massima serie.
A fine anno lascia per la seconda volta in carriera il Luton Town (di cui è considerato un dei migliori giocatori di sempre), questa volta per accasarsi al Chelsea: con i londinesi mette a segno 9 reti in 28 presenze, venendo però ceduto a stagione in corso al Sunderland, con cui realizza 2 reti in 11 incontri in seconda divisione. Nella stagione 1993-1994 veste la maglia del Coventry City, con cui gioca una sola partita di campionato, nella quale segna inoltre una rete.
Termina la carriera giocando per tre stagioni consecutive in massima serie con il Wimbledon FC, con cui gioca in totale 61 partite e realizza 10 reti.

#### Nazionale
Nel 1988 ha giocato 2 partite nella nazionale inglese; in particolare, è sceso in campo negli ultimi 22 minuti della partita amichevole pareggiata in trasferta contro Israele il 17 febbraio 1988 e da titolare nella partita amichevole vinta per 1-0 a Wembley contro la Danimarca il 14 settembre del medesimo anno.

### Allenatore
Ha iniziato ad allenare con il Wimbledon come vice; nella stagione 2001-2002 ha conquistato una promozione dalla terza alla seconda serie inglese con il Luton Town; a fine stagione a causa di un cambio di proprietà del club non è stato riconfermato, nonostante la promozione ottenuta e la successiva salvezza nella stagione 2002-2003. Successivamente è stato però richiamato al Luton con un ruolo dirigenziale, che ha mantenuto per la stagione 2003-2004. Nella stagione 2004-2005 ha lavorato prima come vice e poi come allenatore ad interim in seconda serie nel Nottingham Forest, che ha lasciato nel gennaio del 2005 dopo aver conquistato 7 punti in 6 partite. Dal febbraio all'aprile del 2005 ha lavorato come vice allo Swindon Town.
Da aprile fino a fine stagione ha allenato il Rotherham United, club di seconda serie già matematicamente retrocesso in terza divisione; è stato riconfermato anche per la stagione 2005-2006, venendo poi esonerato nel dicembre del 2005. Successivamente è stato ingaggiato come vice dal Millwall, squadra di seconda serie, con cui è rimasto per il resto della stagione 2005-2006. Nella stagione 2006-2007 è stato allenatore in seconda del Colchester United, in terza serie. Diventa poi vice del Q.P.R. in seconda serie; ad ottobre del 2007 allena per cinque partite come allenatore ad interim la squadra, conquistando 8 punti.
Nel gennaio del 2008 fa ritorno al Luton Town, in terza serie; il club anche a causa di 10 punti di penalizzazione retrocede in quarta serie; Harford rimane al Luton Town anche per la stagione 2008-2009 nonostante 30 punti di penalizzazione: la squadra retrocede in Conference National (la quinta serie inglese), ma riesce a vincere per la prima volta nella sua storia il Football League Trophy, battendo per 3-2 dopo i tempi supplementari lo Scunthorpe United nella finale di Wembley del 5 aprile 2009, davanti a 40000 tifosi del Luton Town. Harford rimane poi al Luton anche in Conference, dando però le dimissioni nel mese di ottobre.
Dal dicembre del 2009 al marzo del 2010 è stato nuovamente vice del Q.P.R.; lavora poi con ruolo analogo al Milton Keynes Dons in terza serie ed al Millwall, prima in seconda e poi in terza serie. Dal gennaio del 2016 torna al Luton Town, come responsabile dello scouting.

## Statistiche

### Cronologia presenze e reti in nazionale
| Cronologia completa delle presenze e delle reti in nazionale ― Inghilterra | Cronologia completa delle presenze e delle reti in nazionale ― Inghilterra | Cronologia completa delle presenze e delle reti in nazionale ― Inghilterra | Cronologia completa delle presenze e delle reti in nazionale ― Inghilterra | Cronologia completa delle presenze e delle reti in nazionale ― Inghilterra | Cronologia completa delle presenze e delle reti in nazionale ― Inghilterra | Cronologia completa delle presenze e delle reti in nazionale ― Inghilterra | Cronologia completa delle presenze e delle reti in nazionale ― Inghilterra |
| Data                                                                       | Città                                                                      | In casa                                                                    | Risultato                                                                  | Ospiti                                                                     | Competizione                                                               | Reti                                                                       | Note                                                                       |
| -------------------------------------------------------------------------- | -------------------------------------------------------------------------- | -------------------------------------------------------------------------- | -------------------------------------------------------------------------- | -------------------------------------------------------------------------- | -------------------------------------------------------------------------- | -------------------------------------------------------------------------- | -------------------------------------------------------------------------- |
| 17-2-1988                                                                  | Ramat Gan                                                                  | Israele                                                                    | 0 – 0                                                                      | Inghilterra                                                                | Amichevole                                                                 | -                                                                          | 68’                                                                        |
| 14-9-1988                                                                  | Londra                                                                     | Inghilterra                                                                | 1 – 0                                                                      | Danimarca                                                                  | Amichevole                                                                 | -                                                                          | 70’                                                                        |
| Totale                                                                     |                                                                            | Presenze                                                                   | 2                                                                          |                                                                            | Reti                                                                       | 0                                                                          |                                                                            |

## Palmarès

### Giocatore

#### Competizioni nazionali
- Coppa di Lega inglese: 1

Luton Town: 1987-1988

### Allenatore

#### Competizioni nazionali
- Football League One: 1

Luton Town: 2018-2019
- Football League Trophy: 1

Luton Town: 2008-2009